# Pseudosermyle striatus
Pseudosermyle striatus is een insect uit de orde Phasmatodea en de familie Diapheromeridae. De wetenschappelijke naam van deze soort is voor het eerst geldig gepubliceerd in 1838 door Burmeister.